# Мандреа, Антони
Антони́ Луи́ Мандреа́ (фр. Anthony Louis Mandréa, араб. أنتوني ماندريا; 25 декабря 1996, Грас) — французский и алжирский футболист, вратарь клуба «Кан» и сборной Алжира.

## Клубная карьера
Родился 25 декабря 1996 года в городе Грас. Воспитанник юношеских команд футбольных клубов «Пегамо» и «Ницца». Дебютировал в Лиге 1 за «Ниццу» 3 ноября 2013 года в домашней игре против «Бордо» (1:2), заменив травмированного Давида Оспину на 51 минуте. В возрасте 16 лет и 10 месяцев он в то время стал самым молодым вратарем, сыгравшим в Лиге 1, побив рекорд, принадлежавший Микаэлю Ландро. Впрочем, Мандреа больше не выступал за первую команду «Ниццы», а летом 2016 года переехал в «Анже». Здесь тоже Мандреа был запасным вратарём и за четыре года сыграл лишь один матч Кубка лиги Франции 12 декабря 2017 года против «Меца» (1:0).
В 2020 году он был отдан в аренду клубу «Шоле». Мандреа провёл там успешный сезон, по результатам которого был признан лучшим вратарем Национального чемпионата. Вернувшись в Анже, Мандреа стал дублером Поля Бернардони, а после его ухода вытеснил с основы Даниела Петковича и сыграл 10 игр в конце сезона 2021/22.
23 июня 2022 года подписал двухлетний контракт с «Каном».

## Карьера в сборной
В 2013 году он сыграл один матч в составе юношеской сборной Франции (U-18) на Tournoi de Limoges.
В мае 2022 согласился выступать за национальную сборную Алжира и 12 июня дебютировал за неё в товарищеской игре против Ирана (2:1).